# Karel Koželuh
Karel Koželuh (7. března 1896 Praha – 27. dubna 1950 Klánovice) byl český všestranný sportovec. Československo reprezentoval v tenise, ledním hokeji a oblékl též fotbalový reprezentační dres. V roce 2006 byl uveden do Mezinárodní tenisové síně slávy.

## Životopis
Jeho otec Josef Koželuh pocházel z obce Beranova Lhota. Matka Marie, rozená Králíčková, se narodila v Praze. Rodina bydlela v Bubenči.

### Hokej i fotbal
Koželuh hrál fotbal za Spartu Praha již za první světové války, klubů vystřídal za svou fotbalovou kariéru několik. Ve 46 zápasech za Spartu vstřelil 34 branek. Roku 1917 byl členem rakouského národního fotbalového týmu. V roce 1923 si připsal také dva starty za československou fotbalovou reprezentaci a vstřelil jeden gól. Ve stejném roce již reprezentoval i na mistrovství Evropy v ledním hokeji, kde se dočkal třetího místa. Na zisku hokejového titulu mistra Evropy se pak podílel o dva roky později gólem, kterým rozhodl klíčový zápas se Švýcary. Při sedmi reprezentačních startech v hokejové reprezentaci to byl jeho jediný úspěšný střelecký zápis. V hokejové reprezentaci nastupoval v obraně s Káďou. Dále již ovšem na takto vysoké úrovni nemohl v těchto kolektivních sportech pokračovat. Mezinárodní federace ledního hokeje totiž stanovila pravidlo, podle něhož se mezinárodních mistrovských hokejových turnajů nemohli účastnit sportovci, kteří byli v jiném sportu profesionály.

### Klubová fotbalová kariéra
- SK Bubeneč
- AC Sparta Praha (1914–1916, 1923)
- DFC Prag (1917–1920)
- Teplitzer FK (1920–1923)
- Wiener AC

### Tenisová kariéra
Koželuh byl však již v té době profesionální tenista. V roce 1925 se v Deauville stal profesionálním mistrem světa a o sedm let později vyhrál Evropskou profesionální soutěž. Podobné tituly získával dále na mezinárodních mistrovstvích ve Francii (1930) a v USA (1929, 1932, 1937). Šestkrát vyhrál Bristol Cup v Mentonu. Souběžně již také trénoval hráče v klubu I. ČLTK Praha. V letech 1947 až 1949 byl nehrajícím kapitánem československého daviscupového týmu. Podle statistik Ray Bowerse byl v letech 1927 a 1928 světovou profesionální jedničkou.

### Osobní život
Syn pekařského pomocníka Josefa Koželuha (1860–1926) a jeho ženy Marie, rozené Králíčkové (1863–1950). Jeho sourozenci byli: Václav (1885–1919), František (1887–1969), Josef (1890–1974), Anastazie Němcová (1892–1970), Antonie (1895–1895), Antonín (1898–1968), Alois (1902–1967), Jan (1904–1973) a Marie Jarošová (1906–1991).
Všichni vyrostli na tenisových dvorcích LTC Praha, kde byl Josef Koželuh správcem a kde si bratři přivydělávali jako sběrači míčků. Bratr Jan se stal tenisovým mistrem ČSR. Karel Koželuh se již ve čtrnácti letech stal tenisovým trenérem v Mnichově za 80 marek měsíčně, byt a stravu. Později byl trenérem i v Rakousku, Polsku, Maďarsku, Francii, Holandsku a Belgii. Do Ameriky se dostal s klubem Teplitzer FC a podruhé o šest let později jako tenista profesionál.
V utkání s tehdejším mistrem světa Vincentem Richardsem zvítězil 6:3, 3:6 a 6:3. Toto utkání jej nesmírně proslavilo a od té doby byl do Ameriky zván na zápasy s Tildenem, Vinesem, Budgem, Perrym, Austinem a dalšími.
V roce 1938 jej zastihlo v Americe sudetoněmecké povstání, následně se přihlásil na velvyslanectví. Požádali ho, aby zůstal jako trenér a hráč exhibičních zápasů ve prospěch Červeného kříže a československých jednotek v zahraničí.
V Miami pak učil v prestižním klubu nejbohatší muže Ameriky jako Forda mladšího, Rockefellera a boxerského mistra světa všech vah Gene Tunneyho a další. Od Forda dokonce dostal za první lekci přepychový automobil.
Po osvobození se i přes lákavé nabídky vrátil do vlasti a pracoval v tělovýchovném hnutí v různých funkcích.
Vždy byl skromný, přátelský a nadbytkem peněz nezkažený kamarád, který byl ochoten pomoci, kde bylo třeba.

### Dvojí bydliště
Od roku 1922 pobýval často na Floridě, ale po druhé světové válce si postavil v Klánovicích podobný dům, který obýval v USA. Při jednom z návratů do nového stálého sídla zemřel při autonehodě.